# Секс і Каліфорнія
«Секс і Каліфорнія» (або «Хтива Каліфорнія», англ. Californication) — американський телесеріал виробництва Showtime, який уперше з'явився на екранах 13 серпня 2007 року. Творець серіалу Том Капінос. Головний герой, Генк Муді (Девід Духовни), збентежений романіст, який переїхав до Каліфорнії у пошуках натхнення, але це ускладнило стосунки з коханою Карен (Наташа Мак-Елгон) та дочкою Беккою (Мейделін Мартін). Інші герої Блудливої Каліфорнії: Чарлі Ранкл (Еван Гендлер), Марсі Ранкл (Памела Едлон) та Мія Крос (Мейделін Зіма). Серіал отримав нагороди «Еммі» та «Золотий глобус». В Україні прем'єра серіалу відбулася 9 березня 2010 року на телеканалі 1+1.

## Переклад назви
Є багато версій перекладу назви телесеріалу українською мовою («Секс і Каліфорнія», «Каліфорнійські блудні», «Блудлива Каліфорнія», «Плейбой з Каліфорнії», «Каліфренія», «Блудлива Каліфорнія» «Каліфорнізація» та ін). Це пов'язано з тим, що англійською мовою назва має декілька значень. У першому значенні «Californication» мається на увазі явище «каліфорнізації», тобто того, що робить з людиною життя у Каліфорнії, Лос-Анджелесі — місті гріхів.
Інше значення — це поєднання двох слів «Cali» — скорочення від «California», штат Каліфорнія на Заході Сполучених Штатів Америки (де і відбувається дія серіалу), та слово «fornication», яке означає перелюб (зраду, блуд). Раніше, 2000-го року, гурт Red Hot Chili Peppers використав цей термін для назви пісні.

## Сюжет
Сюжет серіалу розповідає історію відомого письменника та не менш відомого казанови Генка Муді (Девід Духовни), чарівного звабника та романіста. Колись давно Генк Муді був цілком щасливим мешканцем Нью-Йорка, в якого була супутниця життя (Карен) та їхня прекрасна дочка (РеБекка). Але, мабуть, щастя не може тривати вічно. Останній роман Генка «Бог ненавидить нас усіх», вирішили екранізувати в Лос-Анджелесі. Уся сім'я зірвалася з насидженого місця і вирушила на зустріч «американській мрії». Однак для Генка Муді Місто янголів обернулося справжнім пеклом.
Генк написав сценарій, який безбожно спотворили режисер і самі актори. І ось на екрани вийшло щось під назвою «Ця шалена штучка на ім'я — кохання». До Генка прийшов успіх у той час, як його сім'я почала неминуче розсипатися. Карен, не відчуваючи належної уваги з боку Генка, знайшла рідну душу у своєму клієнті (за професією вона — архітектор). І незабаром Біл, якого Генк за обіднім столом прозвав «великою зеленою жирафою», забрав у Генка Карен, а заразом і дочку — Бекку, яка стала жити в його новому, обладнаному Карен будинку.
Однак у Біла теж є дочка, 16-річна Мія. Красива, сексуальна і вельми хитра. Через неї Генк, сам того не знаючи, помститься Білу за всі образи. Генк зустрічає Мію у книгарні і проводить із нею ніч. Це пізніше з'ясується, що красуні всього шістнадцять, і почуття провини від скоєного, страх викриття і нескінченні докучання самої Мії висітимуть Дамокловим мечем над головою Генка протягом усього першого сезону.
Сам Генк не полишає спроб повернути Карен. Судячи з тих короткочасних повернень у минуле, які ми бачимо, Генк Муді сильно змінився відколи сімейне щастя розвалилося в нього на очах. Він нескінченно навідується в будинок Біла, розсипається перед Карен у компліментах, захищає її на вечірці, в той час як Біл намагається все владнати полюбовно, щоб не розгорівся скандал. Карен і сама сумнівається у правильності свого вибору — те, що вона кохає Генка, їй самій деколи не вдається приховати. Однак вирішивши стати іншою, змінитися, вирости, вона вже не може дозволити собі повернутися в цей божевільний і привабливий вир на ім'я Генк.

## Перелік сезонів

### Сезон перший
Перший сезон розпочався 13 серпня 2007 року і завершився 29 жовтня 2007 року. У цьому сезоні змальовується місяць життя Генка та інших головних героїв, який закінчується запланованим весіллям Карен та Біла, видавця з Лос-Анджелеса. Генк поринув з головою у самокритику після виходу фільму «Ця шалена штучка на ім'я — кохання», знятого за мотивами його останньої книжки «Бог ненавидить нас усіх», який він сприймає як неякісний (проте дуже популярний) продукт.
Якось, «підчепивши» молоду дівчину у книгарні і врешті зайнявшись з нею сексом, Генк дізнається, що це 16-річна донька Біла, Мія. Більшу частину свого часу Генк п'є, а не пише. Причини свого затяжного творчого застою він бачить у всьому, починаючи з гедонізму Лос-Анджелеса і завершуючи розривом зі своєю дівчиною Карен. Генк постійно має проблеми через невміння відмовитися від наркотиків, сексу та алкоголю. Тим часом, Мія продовжує переслідувати Генка, погрожуючи розповісти про їхній незаконний зв'язок та вимагаючи від нього оповідань (які вона видає за свої) для уроку творчості у школі. Смерть батька Генка призводить до його алкогольного зриву та зустрічі з Карен, яка закінчилася у ліжку.
Після похорону батька Генк залишається у Нью-Йорку, щоб закінчити рукопис нового роману. У Лос-Анджелесі він гадає, що його рукопис загубився, проте Мія напередодні скопіювала оригінал і видала його під своїм ім'ям. На весіллі Карен і Біла Генк змирився з обставинами, які склалися, але коли він з донькою Беккою вже від'їжджали зі святкування, Карен забігла до них в авто, вочевидь для того, щоб почати все заново як сім'я.

### Сезон другий
Другий сезон вийшов на екрани 28 вересня 2008 року і закінчився 14 грудня 2008 року. У нововозз'єднаної пари Генка та Карен схоже все виходить, їхній будинок виставлено на продаж і Бекка знову здається щасливою. Генк робить вазектомію і приймає запрошення на вечірку від Соні, жінки, з якою переспав у першому сезоні. Стається непорозуміння і через сутичку із нестерпним полісменом Генк потрапляє у в'язницю, де знайомиться з Лу Ешбі, всесвітньо відомим продюсером. Той вмовляє Генка написати його життєпис.
Чарлі втрачає роботу через постійні мастурбації в кабінеті, і починає по-батьківськи опікуватися порнозіркою Дейзі, ставши її агентом. Чарлі вирішує зайнятися порноіндустрією і фінансує фільм «Ваджайнатаун», в якому знімається Дейзі. Марсі потрапляє в реабілітаційний центр через свою кокаїнову залежність, а Чарлі заводить роман з Дейзі. Генк робить пропозицію Карен вийти за нього заміж у той вечір, коли вони дізналися, що Генк може бути батьком дитини Соні. Карен відмовляється після новини про Соню і вирішує, що вони з Генком просто не можуть бути разом. Тим самим призводить до того, що Генк повертається до колишнього способу життя.
Генк починає жити в Ешбі, котрий заводить роман з Мією (що дуже засмучує Генка). У Бекки з'являється хлопець Демієн. Книга Мії стає хітом, тому Ешбі в честь цього влаштовує вечірку, на якій Демієн зраджує Бецці, а Чарлі вирішує розвестися з Марсі, щоб бути разом з Дейзі. Під кінець вечірки Генк зустрічає колишню подружку Ешбі (ту, що його покинула), яка врешті вирішила зустрітися з Лу. Коли Генк піднімається на гору, щоб покликати Ешбі, той помирає в нього на руках від передозування наркотиками.
Генк завершує біографію Ешбі. Чарлі кидає роботу в компанії BMW. Соня народжує дитину, яка виявляється чорношкірою і тим самим доводить, що Генк не може бути батьком. Генк та Карен помалу знову сходяться. Карен пропонують роботу у Нью-Йоркові, Генк також радіє поверненню туди, але коли Демієн просить вибачення у Бекки і в них все налагоджується, Генк вирішує, що для Беки буде погано виїжджати з Лос-Анжелеса.

### Сезон третій
Третій сезон вийшов 27 вересня 2009 року і закінчився 13 грудня 2009 року. Він продовжився з моменту закінчення другого сезону тим, що Генк стає викладачем, налагоджує стосунки з донькою Беккою і потрапляє в різні пригоди на капмусі.
У третьому сезоні відносини Генка і Бекки стають напруженішими через те, що Бекка доростає до перехідного віку. Генк продовжує боротися зі своєю нездатністю бути батьком, коли починає помічати, що Бекка багато в чому наслідує його. Це переплітається з його численними інтрижками із жінками різного віку, що ускладнює стосунки з його вічною коханою Карен.
У завершальній серії сезону Генка переслідує жах, де він плаває у басейні, багато випиваючи, а навколо нього плавають голі жінки, з якими він нещодавно переспав. А Карен і Бекка в цей час перебувають біля басейну. У реальності Мія повертається в дім Генка і запрошує його сім'ю на вечірку — святкування виходу її книжки у твердій обкладинці. Після вечірки Генк знайомиться з новим другом Мії, який також є її менеджером. Він знає історію Генка і Мії, тому пропонує Генкові зробити публічну заяву перед пресою про його роман і те, як Мія його викрала. Проте Генк не хоче цього робити, бо це зашкодить Карен і Бецці. Пізніше між хлопцями спалахує бійка і хлопець Мії погрожує зателефонувати у поліцію. Генк йде геть, приходить до Карен і розповідає їй, що переспав з Мією, на що Карен дуже яро реагує. Сварка відбувається на вулиці й коли Генк намагається заспокоїти Карен, повз проїжджають патрульні. Один з них хапає Генка ззаду, а той виривається і б'є його у відповідь. Генка зв'язують, а Бекка намагається йому допомогти. Генка забирають, залишивши Карен і Бекку одних на вулиці. Останній момент показує жах Генка, який в басейні п'є алкоголь з горла. Але тепер він падає у воду, в нього випадає з рук пляшка і серія закінчується кадром, де Генк тоне разом з пляшкою.

### Сезон четвертий
Серіал продовжили для зйомок четвертого сезону, котрі розпочались 19 квітня 2010 року. Показ розпочався 9 січня 2011 року у США. У зірковий склад увійшли Карла Гуджино, яка зіграла роль Еббі, адвоката Генка, Зої Кравітц у ролі Зої, нової подруги Бекки, яка запропонує їй грати у своїй групі. Роб Лоуі з'явиться у серіалі як актор, який зіграє Генка у кіно. Майкл Ілі також з'явиться у чотирьох серіях у ролі нового коханого Карен.
Сезон почався після 72 годин після арешту Генка і обертався навколо його знищеного життя. Про його таємницю щодо роману «Секс та насильство», а також про те, що він спав з неповнолітньою Мією дізнався увесь світ. Карен ненавидить Генка, а Бекка розчарована в своєму батькові, тому він іде від них та живе в готелі. У четвертому сезоні Генка чекали нові проблеми — спроби адвоката зробити його невинним у зґвалтуванні, проблеми із зйомками фільму «Секс та насильство» тощо. Сезон закінчується тим, що Генка засудили до трьох років умовного ув'язнення, Бекка знайшла собі хлопця, з яким відправляється в подорож Америкою, а Генк їде до Нью-Йорку на своєму Porsche з друкарською машинкою на задньому сидінні.

### Сезон п'ятий
Показ 5 сезону почався 8 січня 2012. Дія п'ятого сезону відбувається через три роки після закінчення четвертого сезону. За ці три роки Генк жив у Нью-Йорку й написав нову книгу про свої пригоди в Лос-Анджелесі. Основний сюжет почав розгортатися, коли Генк відправився у справах до Лос-Анджелеса і затримався там зовсім не на стільки, скільки планував.
Карен знайшла нове кохання — викладача Річарда Бейтса, з яким зустрічалась в університеті.
Сезон закінчується тим, що Річард через своє зловживання алкоголем іде від Карен, а до неї повертається Генк. Коли Генк заїхав до Чарлі, його чекала колишня дівчина, з якою він зустрічався у Нью-Йорку, яка в кінці п'ятого сезону отруює Генка та себе антидепресантами й вони непритомніють.

### Сезон шостий
Телеканал Showtime продовжив телесеріал на шостий сезон, прем'єра якого планується на 13 січня 2013 року.
Зважаючи на світлини зі зйомок, в першій серії на глядачів очікує флешбек в 1990-ті роки. Також буде показано стосунки Генка з Карен в Нью-Йоркові. За сюжетом, Генк буде працювати на Бродвеї, де будуть ставити м'юзикл за книгою «Бог ненавидить нас всіх». В декількох епізодах з'явиться Тім Мінчін. Йому дісталася роль Аттікуса Фетча. Його ввели в сценарій спеціально для того, аби він виступив автором саундтреку для Бродвейського м'юзикла «Crazy Little Thing Called Love» («Ця шалена штучка на ім'я — кохання»), базованого на однойменному фільмові за романом Генка Муді. Аттікус намагається вмовити Генка написати сценарій для м'юзикла, обіцяючи йому, що разом вони перетворять його на «рок-оперу». В сьомому епізоді відомий рок-музикант Мерілін Менсон зіграє сам себе, зустрівшись із Генком у будинку Тіма Мітчіна. Існує припущення, що дію серіалу буде перенесено до Нью-Йорка.

## Персонажі

### Головні герої

#### Генк Муді(Девід Духовни)
Головний герой серіалу. Виріс в Гренд-Репідс, невеликому містечкові в штаті Мічиган. 1985 переїхав до Атланти — столиці штату Джорджія. Він виріс в католицькій сім'ї, відвідував церкву та приходську школу. Після школи Генк вступив до коледжу й став, ігноруючи Бога, вести «безґлузде божевільне життя», що призвело до виключення з коледжу. Генк влаштовується на роботу, ті часи він описує як «буденність в найкращому своєму прояві» (mediocrity at its finest). З часом він відкрив в собі письменника. Деякий час він жив у Нью-Йоркові, там залишився його батько. Генк написав декілька книг, які стали бестселерами: «South of Heaven» («Південь раю»), «Seasons in the Abyss» («Сезони в безодні») та «God Hates Us All» («Бог ненавидить нас всіх»). Незабаром після видання першої книги Генк познайомився з Карен в нью-йоркському клубові «CBGB» (Country, Blue Grass, and Blues).
Останню з книг Генка, «God Hates Us All», було видано 2001 року, а Генк отримав пропозицію її екранізації від голлівудського режисера Тода Карра. Декілька років тому Генк разом з Карен та Беккою перебрався до Каліфорнії, поближче до Голлівуда та американської мрії. Екранізація отримала назву «Crazy Little Thing Called Love» («Ця шалена штучка на ім'я — кохання») й стала типовим попсовим голлівудським фільмом. Через сварку з Карен, невдачу з фільмом та розчарування в Каліфорнії в Генка сталася творча криза, яка затягнулася на кілька років.
Генк не втрачає нагоди побитися та сказати людям все, що він про них думає. Він користується успіхом в жінок. При цьому Генк ніжно любить свою доньку та її матір Карен. Він підкреслює, що ніколи не зраджував Карен, поки вони були разом.

#### Карен ван дер Бік (Наташа Мак-Елгон)
У той час, коли Карен познайомилась з Генком у нью-йоркському клубі CBGB (Country, Blue Grass, and Blues), вона була студенткою школи мистецтв (art school) та грала на бас-гітарі в якійсь групі. Коли вона прочитала книгу Генка, то закохалась остаточно. За дев'ять місяців у них народилась Бекка. Пізніше вони втрьох переїхали до Лос-Анжелеса, але за багато років Генк так й не зробив їй пропозиції.
Білл найняв Карен, аби переробити свій будинок. В цей час Генк був зайнятий на зйомках фільму «Crazy Little Thing Called Love» («Ця шалена штучка на ім'я — кохання»), й наділяв мало уваги Карен та Бецці. Карен закохалась або думала, що закохалась в Білла й переїхала з Беккою жити в той самий будинок…

#### РеБекка Муді (Мейделін Мартін)
Бекка народилась в Нью-Йорку, потім разом з батьками переїхала до Лос-Анжелеса. Не любить коли чіпають її волосся. Сильніше за всіх відчуває напружену ситуацію в сім'ї, постійно дає корисні поради батькам. Неодноразово заскакувала в спальні свого татка голих жінок й кожного разу доволі адекватно реагувала на це.

#### Чарлі Ранкл (Еван Гендлер)
Чарлі Ранкл працює менеджером та агентом, хоча протягом серіалу він також представляє інтереси порноатриси та продає автомобілі.
1987 року Чарлі вперше дізнався про письменника Генка Муді, який тільки починав свою кар'єру, але вже подавав великі надії. Трапилось це на вечірці з Бретом Істоном Еллісом. Чарлі прочитав книгу Генка й стає агентом письменника-початківця. В першому сезоні серіалу нам вже показують письменника та його агента як друзів.
Чарлі одружений з Марсі Ранкл, з якою постійно свариться протягом перших сезонів серіалу й в кінцевому результаті в 3-му сезоні розлучається. В четвертому сезоні виявляється, що Марсі вагітна від Чарлі.
Певний час Чарлі працював у CAA, потім перейшов до UTK.

#### Марсі Ранкл (Памела Едлон)
Дружина Чарлі Ранкла вже протягом 20 років. Давно дружить з Генком та Карен. Вона є досить нахабною та впевненою в собі жінкою. Марсі працює керівником в салоні депіляції. В сімейному житті в неї існує багато проблем та непорозумінь з чоловіком. Але Марсі прагне налагодити попередні почуття до Чарлі. А після 3-го сезону навпаки: Чарлі намагається відновити свої стосунки з Марсі. Головний недолік Марсі — слабкість до наркотиків, а саме — до кокаїну. Через це, а також через її маленький зріст, Генк часто називає Марсі «кокаїновим гномиком».

#### Мія Льюїс (Мейделін Зіма)
Мія народилась 1991 року в Санта-Моніці, штат Каліфорнія. В той час, коли відбуваються основні події серіалу, Мії 16-17 років. Матір Мії померла від хвороби декілька років тому. Її батько Білл приділяє їй мало часу через свою роботу, а також через те, що вважає, що дітям треба давати більше свободи.
Лишається відкритим питання з прізвищем Мії. На IMDb зазначено: Л'юіс. На рукописові її книги також зазначене Мія Л'юіс.
Але сама книга вийшла під прізвищем Кросс (це прізвище її батька Білла).
Крім того, мікроблог Мії на Твіттері, її відеоблог та сторінка в Facebook ведуться під прізвищем Кросс.
Можна припустити, що Л'юіс — це прізвище її матері. Тим не менш, дивним є те, що маючи можливість вибору, Мія написала на обгортці прізвище Кросс, під яким відомий її батько. Можливо, в умовах фінансової кризи Білл вирішив, що гарним буде будь-який піар.

### Другорядні герої
- Біл Крос (Деміан Янґ) — наречений Карен і найлютіший ворог Генка в першому сезоні
- Соня (Паула Маршал) — подруга Карен, один раз переспала з Генком. У другому сезоні вагітна, можливо, від Генка
- Дені (Рейчал Майнер) — секретарка Чарлі
- Лу Ешбі (Каллум Кіт Ренні) — продюсер, один з друзів Генка і герой його книги, яку той пише весь другий сезон
- Дейзі (Карла Ґалло) — порноакторка, клієнтка Чарлі та пізніше його позашлюбна коханка
- Мішель (Серфінгістка) (Мішель Ломбардо) — подруга Генка, при першому знайомстві переспала з ним і пограбувала його
- Беатріс (Тріксі) (Джуді Ґрір) — повія, займалася сексом з Генком
- Роні Прейгер (Гел Озсен) — порнорежисер і діловий партнер Чарлі за фільмом «Вагінатаун»
- Джуліан (Ангус Макфедьен) — найлютіший ворог Генка у другому сезоні та духовний наставник Соні
- Деміен Паттерсон (Езра Міллер) — бойфренд Бекки
- Стейсі Кунс (Пітер Ґаллагер) — декан коледжу, в якому викладає Генк (третій сезон)
- Феліція Кунс (Ембет Девідц) — дружина декана Кунса і викладачка в тому ж коледжі (третій сезон)
- Челсі Кунс (Елен Воґлом) — найкраща подруга Бекки, дочка Стейсі та Феліції Кунс (третій сезон)
- Джилл Робінсон (Дайан Фарр) — асистентка Генка в коледжі (третій сезон)
- Джекі (Єва Амуррі) — студентка Генка, стриптизерка (третій сезон)
- С'ю Колін (Кетлін Тернер) — начальниця Чарлі (третій сезон)
- Рік Спрингфілд (Рік Спрингфілд) — ідол підлітків 1970-80-х, грає зіпсовану версію себе
- Пол Райдер (Джеймс Фрейн) — бойфренд і менеджер Мії, найлютіший ворог Генка в фіналі третього сезону
- Мерілін Менсон (Мерілін Менсон) — грає самого себе в ролі друга Аттікуса Фетча.

### Український дубляж

#### Головні герої
- Дмитро Завадський — Генк Муді
- Катерина Сергеєва — Карен ван дер Бік
- Андрій Твердак — Чарлі Ранкл

Українською мовою серіал дубльовано студією 1+1 у 2010 році.

## Критичний погляд
Критичний погляд на серіал «Секс і Каліфорнія» загалом був прихильний, серіал отримав рейтинг 70 на «Метакрітік». Проте був мертвий хід зі сторони консервативних груп, які були проти відвертої природи серіалу. Консервативний фейлетоніст Ендрю Болт розкритикував серіал в австралійській газеті «Джералд Сан», звертаючи увагу на першу сцену, де Генкові сниться, ніби йому в церкві робить мінет монашка. Джим Воллес, виконавчий директор Крістіан Лоббі, також виголосив бойкот серіалу через епізод, де Генк і Соня курять марихуану, згодом займаються сексом і блюють. Коли «Нетворк Тен» (Network 10) показали другий сезон 5 жовтня 2008 року, християнська фундаменталістська група «Солт Шейкерс» провела кампанію електронною поштою проти рекламодавців, вимагаючи вилучити їхні реклами. Це закінчилося тим, що 49 компаній, разом із головним спонсором шоу «Джаст Кар Іншуренс» (англ. Just Car Insurance), вилучили свої реклами.
Йдучи за натовпом, американський критик Нейтн Рабін поставив першому сезону двійку на АБ Клаб, назвавши його «нестерпним».
Шоу все-таки вийшло у четвер 8 листопада 2007 року у Новій Зеландії, незважаючи на всі суперечки, викликані консервативною групою «Фемілі Фьост» (англ. Family First), яка виступала проти змісту серіалу. Група закликала сім'ї бойкотувати реклами, які транслюють протягом серіалу, який вони описали як «наркотично, сексуально та рвотно — перевантажений».
І серіал, і головний актор Девід Духовни номінувалися на нагороду Золотий Глобус (Golden Globe) 2007 року; Девід Духовни отримав нагороду за головну роль, але нагорода за найкращий телевізійний серіал дісталася «Екстрас».

## Судові позови
19 листопада 2007 року Red Hot Chili Peppers подали позов проти «Шоутайм Нетворкс» (Showtime Networks) за те, що вони використали назву їхнього хіта і однойменного альбому 1999 року у назві серіалу. Вони заявили у позові, що серіал «становить хибне посилання на оригінал, що він спричинив і продовжує спричиняти ймовірність збентеження, помилки та омани по відношенню до оригіналу, спонсорства чи зв'язків із серіалом серед громадськості». Також вони згадують про Дені Каліфорнію, героя, який фігурував і в серіалі, і в трьох піснях групи Ред Хот Чилі Пеперс, так само і про збентеження, яке може виникнути при пошуку їхнього альбому і саундтреку серіалу. Члени гурту хочуть відшкодування і вимагають, щоб серіал перейменували.
Кім Волкер, спеціаліст із інтелектуальної власності у «Пінсет Мейзонс», заявляє, що групі потрібно було запатентувати назву «Californication».
Також Волкер додав: Успішні пісні, альбоми та фільми можуть самі собою стати брендами. Що насправді дивує, це той факт, що тільки мала частка пісень та альбомів є легально захищена. Чилі Пепперс без сумнівів могли запатентувати цю назву. Вони зробили слово відомим, але воно не може автоматично належати їм, і це не привід забороняти його використання у телешоу/серіалі.
Якби вони зареєстрували назву як торгову марку, я дуже сумніваюся, що ми побачили б позов. Серіал назвали б інакше.
У сполучених штатах, імена героїв та назви робіт не є під захистом авторського права.

## Глядацька аудиторія
Другий сезон серіалу «Секс і Каліфорнія» зібрав глядацьку аудиторію у кількості в 937 тисяч. Враховуючи той факт, що кількість глядачів третього сезону постійно збільшувалася, Шоутайм (Showtime) взялися за зйомки четвертого сезону серіалу.

## Популярні культурні посилання
Назви романів Генка взяли із назв альбомів групи Slayer: «На південь від неба», «Сезон у прірві», а також головний роман у серіалі — «Бог ненавидить нас усіх». Також Чарлі сказав, що ванна — це єдине місце, яке вони пощадили від свого «Нечестивого Союзу», тобто тільки там вони не займалися сексом. Нечестивий союз — так називався тур групи Slayer.
В першому сезоні двічі очікування нового роману Генка прирівнюється до очікування останнього альбому гурту Guns N' Roses — Chinese Democracy, який вийшов після десятирічної перерви.

## Серіал в Україні
9 березня 2010 року на українському телеканалі «1+1» стартував показ 1-го сезону серіалу у російському дубляжі «Першого каналу» (Росія). Серіал виходив у таймслоті після 23:40 за Київським часом (GMT +2), з позначкою тільки для повнолітніх. Серіал отримав назву «Секс і Каліфорнія».
Нецензурна лексика не відтворювалась у дубляжі.
30 березня на каналі відбулась прем'єра другого сезону. Цей сезон як і третій був озвучений українською мовою департаментом перекладу та адаптації «Студії 1+1». Також повний дубляж українською. Наприкінці квітня 1+1 показував уже 3-й сезон «Сексу і Каліфорнії».